# Rissoina redferni
Rissoina redferni is een slakkensoort uit de familie van de Rissoidae. De wetenschappelijke naam van de soort is voor het eerst geldig gepubliceerd in 2002 door Espinosa & Ortea.